# Nicole Girard-Mangin
Nicole Girard-Mangin (11 tháng 10 năm 1878 - 6 tháng 6 năm 1919) là bác sĩ nữ đầu tiên phục vụ trong quân đội Pháp. Bà phục vụ trong một số vai trò trong suốt toàn bộ cuộc chiến tranh thế giới thứ nhất. Bà cũng là một chuyên gia về bệnh lao (TB).

## Thuở nhỏ

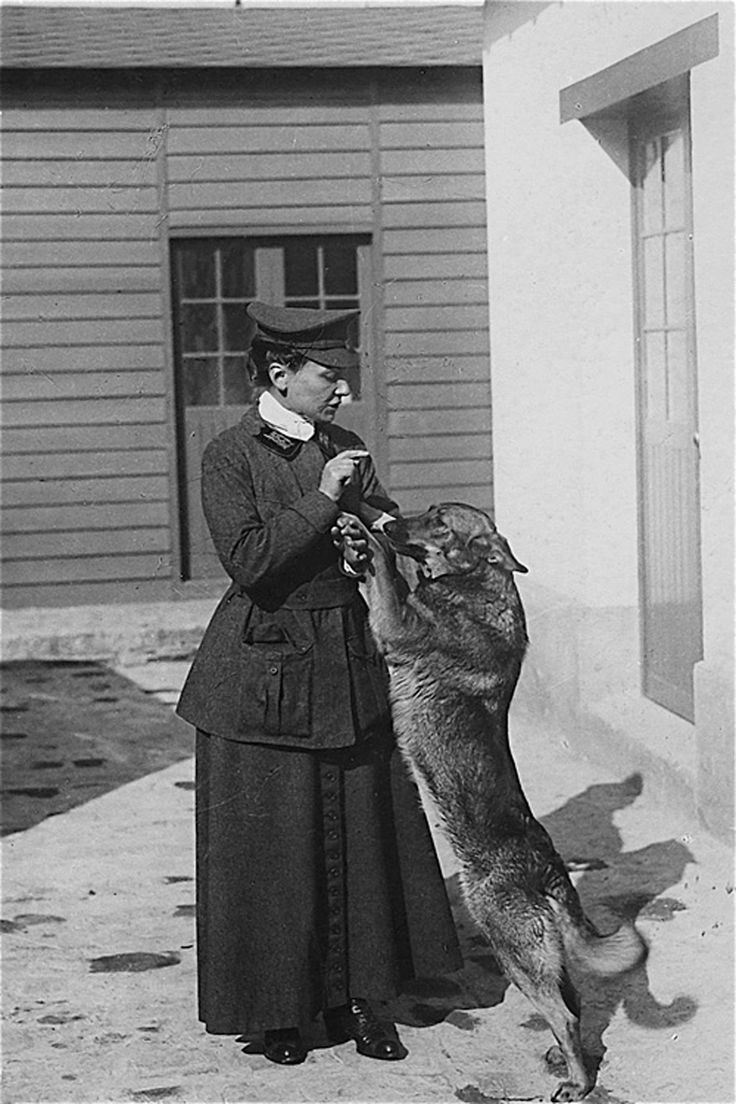
Girard-Mangin chơi đùa với chú chó Dun

Mangin sinh ra ở Paris vào ngày 11 tháng 10 năm 1878. Cả cha và mẹ bà đều đến từ Varennes-en-Argonne, ở vùng đông bắc nước Pháp. Cha bà là một giáo viên.
Mangin bắt đầu nghiên cứu y học vào năm 1896. Năm 1899, bà kết hôn với André Girard. Bà đã tạm dừng các nghiên cứu y khoa của mình để giúp chồng mình trong vườn nho của gia đình ông ở vùng Champagne. Sau khi một đứa con trai được sinh ra, cặp đôi quyết định ly hôn. Girard-Mangin tiếp tục nghiên cứu của mình và đã có thể trình luận án của mình vào năm 1909. Bà chuyên về bệnh lao và bệnh truyền nhiễm, sau đó mở một phòng khám lao và bắt đầu nghiên cứu về ung thư.

## Chiến tranh thế giới thứ nhất
Vào đầu tháng 8 năm 1914, quân đội Pháp đã huy động trên toàn quốc. Pháp nhanh chóng kêu gọi nhiều binh sĩ, y tá và bác sĩ có thể tham gia chiến tranh có thể bắt đầu bất cứ lúc nào. Girard-Mangin, vẫn đang sử dụng họ của chồng cũ, được gọi lên. Có thể đã có một lỗi trong giấy tờ của bà, dẫn đến một thư ký nghĩ rằng anh ta đang gọi Dr Gerard Mangin. Tuy nhiên, thủ tục giấy tờ của bà đã được sắp xếp và kết quả là bà trở thành bác sĩ phụ nữ đầu tiên trong quân đội Pháp; tuy nhiên, bà thiếu một thứ hạng chính thức hoặc lương của bác sĩ.
Tên bà xuất hiện trên thông báo ở một spa chăm sóc sức khỏe cũ ở Bourbonne-les-Bains, nơi cấp trên của bà không chấp nhận việc có một người phụ nữ làm bác sĩ ở đó. Ông đã viết nhiều lần đến các trụ sở yêu cầu Girard-Mangin bị xóa khỏi thông báo này. Yêu cầu của ông đã luôn bị từ chối khi quân đội Pháp vẫn còn thiếu hụt lớn các bác sĩ có trình độ. Trong vòng một tuần kể từ khi thông báo, bà đã nhìn gặp những bệnh nhân đầu tiên của mình, một lượng lớn những người lính bị thương.
Đến tháng 11, bà được đưa đến một bệnh viện quân đội ở Verdun, nơi bà ở lại đó cho đến tháng 2 năm 1916.:191 Công việc đầu tiên của bà với tư cách là một bác sĩ phụ, nhưng tiền lương của bà vẫn ở mức y tá.
Ở Verdun, bà đã điều trị bệnh nhân thương hàn. Tuy nhiên, bắt đầu từ tháng 2 năm 1916, người Đức đã phát động một cuộc tấn công bất ngờ vào Verdun. Người Đức đã tiến bộ lớn trong một khoảng thời gian ngắn. Rõ ràng là bệnh viện nơi Girard-Mangin đang làm việc có thể sớm bị chiếm bởi kẻ thù. Bà đã có thể trốn thoát, cùng với tất cả bệnh nhân của mình. Trong thời gian sơ tán, Girard-Mangin bị thương khi một mảnh bom mảnh vỡ cửa sổ của chiếc xe mà bà đang ngồi.
Ngay sau đó, bà đối chất với sĩ quan cấp trên của mình vì thiếu thứ hạng và tiền lương. Sau vài tháng, bà được thăng chức lên hạng mục bác sĩ chính, cấp 2 và được trả lại tiền. Năm 1917, bà được thăng lên cấp bậc bác sĩ trưởng và được bổ nhiệm làm giám đốc chương trình đào tạo cho y tá tại Bệnh viện Edith Cavell ở Paris.
Trong khi ở Paris, bà đã vận động cho Liên minh Pháp vì quyền lợi của phụ nữ. Bà ấy là một người tham gia Hội Chữ thập đỏ Mỹ về bệnh lao.

## Qua đời
Girard-Mangin qua đời vào ngày 6 tháng 6 năm 1919, bị nghi ngờ quá liều. Nhà viết tiểu sử của bà cho thấy bà đang bị ung thư không thể chữa được và muốn rút ngắn nỗi đau của mình. Bà được hỏa táng tại nghĩa trang Père-Lachaise, tro của bà được chôn trong ngôi mộ gia đình tại Saint-Maur-des-Fossés.